# Wilhelm Schatz (Botaniker)
Jacob Wilhelm Schatz (* 13. Januar 1802 in Wanzleben; † 29. Mai 1867 in Halberstadt) war ein deutscher Philologe und Botaniker.

## Leben
Schatz war Sohn des Kantors, Küsters und Lehrers Johann Friedrich Schatz in Wanzleben. Wilhelm Schatz besuchte, nachdem er privat den ersten Unterricht erhalten hatte, von 1814 bis 1820 das Domgymnasium zu Halberstadt. Anschließend ging er an die Universität Halle, an der er ein Studium der Philosophie und der Klassischen Philologie aufnahm. Seine Studien schloss er 1823 ab. Er wurde dabei mit der Dissertation De auguribus Romanorum zum Dr. phil. promoviert.
Schatz folgte 1824 einem Ruf als Lehrer an die Klosterschule des Klosters Unser Lieben Frauen in Magdeburg, an der er bis zu seiner Versetzung 1834 lehrte. Anschließend wurde er an seiner eigenen Ausbildungsstätte, am Domgymnasium von Halberstadt Lehrer. 1845 erfolgte dort die Ernennung zum Professor. Schatz war begeisterter Lehrer, der die Lehre trotz starker Gicht und der daher benötigten Hilfe im Alltag, nicht aufgab.

## Trivia
1840 konnte Schatz einen Schriftsteller Bokelmann des Plagiats überführen und wurde daraufhin von diesem, mit Hilfe des Anwalts Kieselbach, wegen Beleidigung verklagt. In diesem Kontext entstand eine Schatz verteidigende Karikatur durch den Karikaturisten Wenig, welche die folgende Unterschrift trug:
Wer sich mit Tinte hat beschmutzt

Und fremdes Eigenthum benutzt,

Dickfellig ist, dabei recht zach,

Den reiniget kein Kieselbach.

## Publikationen (Auswahl)
- Flora Halberstadensis excursoria, Halberstadt 1839.
- Incerti auctoris saeculi XIII. chronicon Halberstadense: inde ab a. 760 usque ad a. 1209, Halberstadt 1839.
- Der Kaland, ein Gedicht des 13. Jahrhunderts vom Pfaffen Konemann, Priester zu Dingelstedt am Huy, Halberstadt 1851.
- Flora von Halberstadt. Oder die Phanerogamen des Bode- und Ilsegebietes mit besonderer Berücksichtigung der Flora von Magdeburg, Frantz, Halberstadt 1854 (Neuauflage: Naumburger Verlagsanstalt, Naumburg 2002. ISBN 3-86156-066-6).